# Ixora motleyi
Ixora motleyi är en måreväxtart som beskrevs av Cornelis Eliza Bertus Bremekamp. Ixora motleyi ingår i släktet Ixora och familjen måreväxter. Inga underarter finns listade i Catalogue of Life.